# Rhabdotorrhinus
Rhabdotorrhinus (лат.) — род птиц из семейства птиц-носорогов (Bucerotidae).

## Распространение
Обитают на Филиппинах, Сулавеси, Малакке, Суматре и Борнео. Живут в лесах.

## Биология
Рацион состоит из фруктов и насекомых, либо же птицы всеядны. Для самок характерно запечатывать себя в полости дерева на период размножения. При этом самец и иногда помощники кормят самку через оставляемое для этого отверстие.

## Состав рода
В состав рода включают четыре вида птиц:
- Rhabdotorrhinus waldeni — Рыжеголовая птица-носорог
- Rhabdotorrhinus leucocephalus
- Rhabdotorrhinus exarhatus — Калао-пенелопидес Темминка
- Rhabdotorrhinus corrugatus

Все виды рода в той или иной степени подвергаются угрозе исчезновения. На некоторых из этих птиц охотятся, некоторые успешно содержатся в неволе.